# Цзаофани
Цзаофани (кит. 造反, пиньинь zàofăn — «бунтари») — участники рабочих организаций, созданных в Китае в ходе «Великой пролетарской культурной революции» в 1966—1968 годах.
Обычно являлись низкоквалифицированными рабочими, временными рабочими, служащими. Как свидетельствуют Элизабет Перри и Ли Сюнь, цзаофанями становились молодые рабочие. Например, возраст типичных лидеров шанхайских цзаофаней составлял около тридцати лет. Центры распространения движения цзаофаней: Шанхай, Пекин, Гуанчжоу, Нанкин, Чанша и другие крупные города. В основном, организации (фракции) цзаофаней находились в союзе с организациями хунвэйбинов, хоть и не со всеми. Цзаофани осуществляли Культурную революцию на заводах и в различных учреждениях.
Иногда организации цзаофаней образовывались при возникновении противостояния между властями, населением и организациями хунвэйбинов. Между различными группами цзаофаней и хунвэйбинов нередко возникали стычки.
Исчезли с политической арены в конце 1960-х годов.